# Клапрот, Юлиус
Юлиус Генрих Клапрот (нем. Julius Heinrich Klaproth; 11 октября 1783, Берлин — 28 августа 1835, Париж) — немецкий востоковед, путешественник и полиглот. Сын химика Мартина Клапрота.

## Биография
В ранней молодости проявил выдающиеся способности к языкам, в 1802 году вышло его первое сочинение «Азиатский журнал» (Asiatisches Magazin). Благодаря знакомству с работавшим в российском внешнеполитическом ведомстве польским графом Яном Потоцким он был рекомендован преподавателем новой Восточной Академии в Вильне. В 1805 году был приглашён адъюнктом азиатских языков в Императорскую Академию наук в Петербурге, избран её иностранным членом. Был возведен в русское дворянство, из-за чего впредь использовал приставку «фон». 
Пребывание Клапрота в России в научном отношении было очень плодотворным. В 1805 году участвовал в посольстве графа Ю. А. Головкина в Китай, но поскольку маньчжурские власти не пустили послов дальше Монголии, по поручению академии, продолжал свои исследования об азиатских народностях на Кавказе (1807—1808). Позднее издал книгу «Путешествие по Кавказу и Грузии, предпринятое в 1807–1808 гг.».
К 1810 году Г. Ю. Клапрот подготовил «Китайский словарь» и другие работы из области китаеведения и маньчжуроведения. Для подготовки его издания встал вопрос о поездке Клапрота в Берлин, где должны были «изготовить… на дереве по собственным его рисункам нужные китайские и маньчжурские слова в числе около 9000». 27 ноября 1810 года Александр I утвердил эту командировку сроком на шесть месяцев. Возвращаться в Россию он не пожелал. 12 августа 1812 года собралась Конференция и приняла постановление об исключении Г. Ю. Клапрота «с бесславием из Академии наук», однако ещё пять лет он числился академиком, поскольку лишь 19 апреля 1817 года Александр I утвердил это решение.
Его покровитель, граф Потоцкий, рекомендовал ему посетить Париж. Город настолько ему понравился, что в 1814 году он посетил сосланного Наполеона на Эльбе в надежде быть вызванным во французскую столицу. C 1815 года Клапрот постоянно жил в Париже; по рекомендации А. фон Гумбольдта получил от прусского короля профессорское звание и содержание, с правом жить в Париже и заниматься научной работой.
Стал одним из трёх соучредителей «Азиатского общества» (фр. Société asiatique; 1822).
Особенностью научного метода Клапрота было крайнее расширение предмета исследования. Его трактат Asia polyglotta был суммой всего научного знания, накопленного на начало XIX века, и в этой работе предлагалась новая классификация восточных языков (включая китайский, маньчжурский и древнеегипетский). Теперь эта работа является только историческим памятником. С другой стороны, подтвердились некоторые другие его выводы, в том числе происхождение австронезийских языков с Тайваня и принадлежность уйгурского языка к тюркским, за что его диссертацию критиковал Исаак Якоб Шмидт. Более известен труд Клапрота Itinerary of Chinese Traveller (1821). Занимался также переводами ранней японской поэзии.
По научным интересам Г. Ю. Клапрот был прежде всего синологом, хотя как языковед-историк он в той или иной степени обращался к лингвистическим данным целого ряда восточных языков (маньчжурского, монгольского, санскрита, фарси, арабского, турецкого  и других). В частности, в союзе с лингвистом и российским дипломатическим чиновником Иваном Александровичем Гульяновым (1786—1841) он выступал с критикой методики прочтения египетских иероглифов, предложенной Жаном Франсуа Шампольоном (1790—1832).

## Основные труды Клапрота
- Leichenstein auf dem Grabe der Chinesischen Gelehrsamkeit des Herrn Joseph Hager. Halle: Waisenhausdruckerei 1811.
- Abhandlung über die Sprache und Schrift der Uiguren. Hamburg: Buske, 1985. Unveränd. Nachdr. d. Ausg. Paris, Königl. Druckerei, 1820. Mit e. Vorw. von Wolfgang-Ekkehard Scharlipp.
- Kurilen oder Aino. Bochum: Adami, 1984, [Nachdr. d. Ausg.] Schubart, Paris, 1823.
- Asia polyglotta" (Paris 1823, nebst Sprachatlas
- Tableaux historiques de l’Asie. Paris 1823, 4 Bde. mit Atlas.
- Chrestomathie mandchoue, 1828;
- Collections d’antiquités égyptiennes. Paris 1829.
- Examen critique des travaux du feu M. Champollion sur les hiéroglyphes. Paris 1832.
- Aperçu général des trois royaumes, traduit de l’original japonais-chinois. Paris 1833.
- Mémoires relatifs à l’Asie. Paris 1834, 2 Bde.
- Lettre à M. le baron A. de Humboldt sur l’invention de la boussole. Deutsche Übersetzung von Armin Wittstein: Julius Klapproth’s Schreiben an Alexander von Humboldt über die Erfindung des Kompasses. Leipzig: Weigel 1885.